# Østeuropa
Østeuropa er den østlige del af Europa.

## Definition
Der findes adskillige definitioner af Østeuropa i dag, men de mangler ofte præcision eller er meget generelle. Disse definitioner varierer både på tværs af kulturer og blandt eksperter, selv politologer. På det seneste er definitionerne blevet mere og mere upræcise, og ændres efter hvad der er politisk opportunt.

### Geografisk
Uralbjergene, Uralfloden, og Kaukasus er de østlige grænser af Europa. I vest er østeuropas grænse, kulturelt og religiøst behæftet med betydelig overlapning, og har gennemgået historiske ændringer, som gør en præcis definition af østeuropas vestlige grænser vanskelig.

### Poltisk og kulturelt
En opfattelse af den vestlige grænse til Østeuropa opstod i løbet af de sidste faser af Anden Verdenskrig. Området omfattede alle europæiske lande, der var under sovjetisk indflydelse. Disse lande havde socialistiske regeringer, og neutrale lande blev indpasset i opdelingen efter arten af politisk styre. Den kolde krig forstærkede årsagerne til opdelingen af Europa i to dele langs grænsen mellem NATO- og Warszawapagtlandende. Et andet synspunkt henviser sædvanligvis til Centraleuropa og de baltiske stater har markant forskellige politisk, religiøs, kulturel og økonomisk historie end deres østlige naboer.

### FN
- FN's statstistiskeafdeling har opstillet en liste af geografiske områder og grupper af lande og områder, der kan anvendes til udarbejdelse af statistikker. På den liste betragtes følgende ti lande som Østeuropa:[2][3] Hviderusland, Bulgarien, Tjekkiet, Ungarn, Moldova, Polen, Rumænien, Rusland, Slovakiet og Ukraine. Opdelingen af lande er foretaget på grund af statistisk bekvemmelighed og indebærer ikke nogen antagelse om politisk eller anden tilhørsforhold.[2] FN's definition omfatter de fleste af de lande, der engang var en del af Sovjetunionen eller var en del af Warszawapagten.
- Andre organer i FN (som UNAIDS,[4] UNHCR,[5] ILO,[6] og UNICEF[7]) opdeler Europa i andre regioner, og indplacerer landene forskelligt i disse regioner.

### EU
EU's Eurovoc, et opslagsværk over EU's institutioner, definerer følgende lande som Østeuropa: Albanien, Armenien, Aserbajdsjan, Hviderusland, Bosnien-Hercegovina, Bulgarien, Kroatien, Tjekkiet, Georgien, Ungarn, Kosovo, Makedonien, Moldova, Montenegro, Polen, Rumænien, Rusland, Serbien, Slovakiet, Slovenien og Ukraine.

### Nutidig situation(2014)
Jerntæppets fald bragte afslutningen på øst-vest-opdelingen i Europa, men denne geopolitiske opdeling bruges undertiden stadig i omtale i medierne.

#### De Baltiske lande
Rent geografisk ligger de Baltiske lande i Nordeuropa men geopolitisk ligger de i Østeuropa da de var en del af Sovjetunionen før 1991. Således kan man se at CIA's World Fact Book placerer landene i Østeuropa.
- Estland
- Letland
- Litauen

#### Transkaukasien
De kaukasiske lande er defineret som en del af Østeuropa og Østeuropas historie. De ligger ved grænsen mellem Europa og Asien. De deltager i EU's Østpartnerskabs program samt er medlemmer af Europarådet. Der ud over har Georgien søgt om optagelse i NATO og EU.
- Georgien
- Armenien
- Aserbajdsjan

De omstridte transkaukasien territorier betragtes som resten af de kaukasiske lande som en del af Østeuropa:
- Abkhasien
- Nagorno-Karabakh
- Sydossetien

Da Øst-Aserbajdsjan er i Iran, er det ikke Europa, selv om det er vest for Baku.

#### Andre tidligere sovjetiske republikker
Flere andre tidligere sovjetrepublikker er en del af Østeuropa
- Rusland er en transkontinental stat i Østeuropa og Asien.
- Kasakhstan er en transkontinental stat i Østeuropa og Asien.
- Ukraine
- Hviderusland
- Moldova

### Omstridt tilhørsforhold

#### Centraleuropa
Begrebet "Centraleuropa" bruges ofte af historikere om Tyskland og dets østlige naboer, og overlapper dermed "Østeuropa". Følgende lande kaldes ofte Østeuropa af historikere, men af nogle Centraleuropa.
- Kroatien (nogle kilder placerer Kroatien i Sydøsteuropa)
- Tjekkiet
- Østrig
- Ungarn
- Polen
- Rumænien[14][15][16][17]
- Serbien
- Slovakiet
- Slovenien (de fleste kilder placerer Slovenien i Centraleuropa, men enkelte placerer landet i Sydøsteuropa)[18]

#### Sydøsteuropa
De fleste sydøstlige stater i Europa var ikke en del af Østblokken (bortset fra Bulgarien, Rumænien, og for en kort tid, Albanien) på trods af at flere af dem var repræsenteret i Kominform. Kun nogle af landene kan inkluderes i den tidligere klassiske definition af Østeuropa. Nogle af landene kan anses for at være en del af Sydeuropa. Imidlertid kan de fleste af landene betragtes som en del af Sydøsteuropa, men nogle af landene kan betragtes som en del af Centraleuropa eller Østeuropa.
- Albanien er en del af Sydøsteuropa.
- Bosnien-Hercegovina kan være inkluderet i Sydøsteuropa.
- Bulgarien er en central del af Balkan; kan være inkluderet i Sydøsteuropa, men kan i koldkrigs-sammenhæng betragtes som en del af "Østeuropa".
- Cypern kan være inkluderet i Sydøsteuropa på grund af øens politiske, kulturelle, og historiske bånd til Europa.
- Grækenland kan være inkluderet i Sydøst-[20] eller Sydeuropa.[21][22]
- Nordmakedonien er en del af Sydøsteuropa.
- Montenegro er en del af Sydøsteuropa.
- Rumænien er en del af Sydøsteuropa eller Centraleuropa[23], men kan i koldkrigs-sammenhæng betragtes som en del af "Østeuropa".[24]
- Serbien er en del af Sydøsteuropa, men kan i en vis udstrækning blive refereret til som Centraleuropa (Vojvodina).
- Tyrkiet er en transkontinentalt stat i Østeuropa og Asien. Regionen Øst Thrakien, som er 3% af Tyrkiets samlede areal, ligger vest for Dardanellerne, Marmarahavet, og Bosporus.

Omstridte områder:
- Kosovo er en del af Sydøsteuropa.
- Nordcypern er en del af Sydøsteuropa.